# Impatiens thamnoidea
Impatiens thamnoidea är en balsaminväxtart som beskrevs av Georg Martin Schulze. Impatiens thamnoidea ingår i släktet balsaminer, och familjen balsaminväxter. Inga underarter finns listade i Catalogue of Life.